# Frets on Fire
Frets on Fire (afgekort: FoF) is een Fins muziekspel dat gemaakt is door Sami Kyöstilä, waarin de spelers het toetsenbord gebruiken om voorbijkomende muzieknoten te spelen. Het is een kloon van de Guitar Hero-computerspellen.
Het spel is geschreven in de programmeertaal Python. Het spel is open source en de broncode is beschikbaar onder de GNU General Public License. Er wordt ook gebruikgemaakt van code die niet onder een vrije licentie is vrijgegeven. Daarnaast bevat het spel content zoals muziek en lettertypes die niet onder een vrije licentie zijn vrijgegeven.

## Gameplay
De gameplay van Frets on Fire is hetzelfde als in Guitar Hero: de speler speelt een gitaar door bepaalde toetsen in te drukken. Op het scherm verschijnen gekleurde knoppen die elk bij een bepaalde fret horen. Het spel kan gespeeld worden door het toetsenbord op te pakken als een gitaar en met de ene hand de fretten in te drukken voor de juiste kleur en met de andere hand de snaar aan te slaan. De standaardtoetsen voor de fretten zijn de functietoetsen F1 tot en met F5 en de toets om de snaar aan te slaan is Enter.
Na elke tien correct aangeslagen noten wordt de score voor alle daarna goed aangeslagen noten vermenigvuldigd met een bepaalde factor. Deze factor wordt gereset als de speler een noot mist. Deze factor gaat tot 4 keer bij het achtereenvolgens goed aan slaan van 30 noten.
In tegenstelling tot Guitar Hero heeft Frets on Fire geen Rock-meter (Een meter die omlaag gaat als de speler slecht speelt en uiteindelijk game over laat gaan), dus het is niet mogelijk af te gaan zoals in Guitar Hero. Er zijn echter in verschillende mods al rock-meters gemaakt.
In sommige mods is het begrip starpower ook al ingevoerd. Starpower kan men verzamelen door bepaalde reeksen van noten twee of meer keer foutloos te spelen. Als de starpower geactiveerd wordt, dan wordt de score-factor verdubbeld. De speler krijgt dan twee keer zo veel punten. Deze starpower is een tijdje nadat hij geactiveerd is weer uitgeschakeld. Het begrip starpower komt oorspronkelijk uit het spel Guitar Hero.

## Chart-/contestservers
Omdat Frets on Fire oorspronkelijk alleen singleplayer gespeeld kan worden, bestaan er zogenaamde chart- of contestservers. Dit zijn servers waar Frets on Fire zijn scores automatisch naar uploadt en waar men vervolgens de scores met anderen kan vergelijken. De chatserver is net als het spel ook gemaakt door Unreal Voodoo en is geschreven in de programmeertaal Python. Omdat er mods ontstonden en de officiële chartservers niet aangepast werden naar deze mods, zijn er nieuwe servers gemaakt. Deze zijn wel gebouwd op mods als FoFiX.

## Ontvangst
| Beoordeeld door        | Platform  | Datum             | Score |
| ---------------------- | --------- | ----------------- | ----- |
| Softonic               | Windows   | 16 mei 2007       | 90%   |
| Clubic                 | Windows   | 17 december 2007  | 90%   |
| GameHippo.com          | Windows   | 31 maart 2009     | 90%   |
| Freegame.cz            | Windows   | 30 september 2006 | 85%   |
| CNET                   | Windows   | 24 november 2009  | 80%   |
| Linux For You          | Linux     | 1 september 2009  | 80%   |
| Meristation            | Windows   | 10 december 2006  | 70%   |
| Inside Mac Games (IMG) | Macintosh | 2 juli 2007       | 70%   |

## Mods
Omdat Frets on Fire open-source is, zijn er al verschillende mods gemaakt. Dit zijn uiterlijke modificaties van het spel (soms ook innerlijk). Er zijn al verscheidende mods gemaakt, die het spel vooral op Guitar Hero III moet laten lijken.
Bekende mods zijn: FoFiX (voorheen Alarian Mod), RF-Mod, C-Mod, GH Mod, Hering Mod en Ultimate Mod.
De populairste is de FoFiX. Deze heeft alle kenmerken van Guitar Hero, vooral Guitar Hero III. Hierin is ook de Rock-Meter en de Pull-Offs gezet, zodat de gameplay exact op die van Guitar Hero lijkt. FoFiX heeft een betere gameplay en speelt veel soepeler dan eerdere versies onder de naam Alarian Mod.

## Afbeeldingen

Frets on Fire-mascotte. Op deze wijze wordt het toetsenbord als een gitaar vastgehouden.